# Krista Kodres

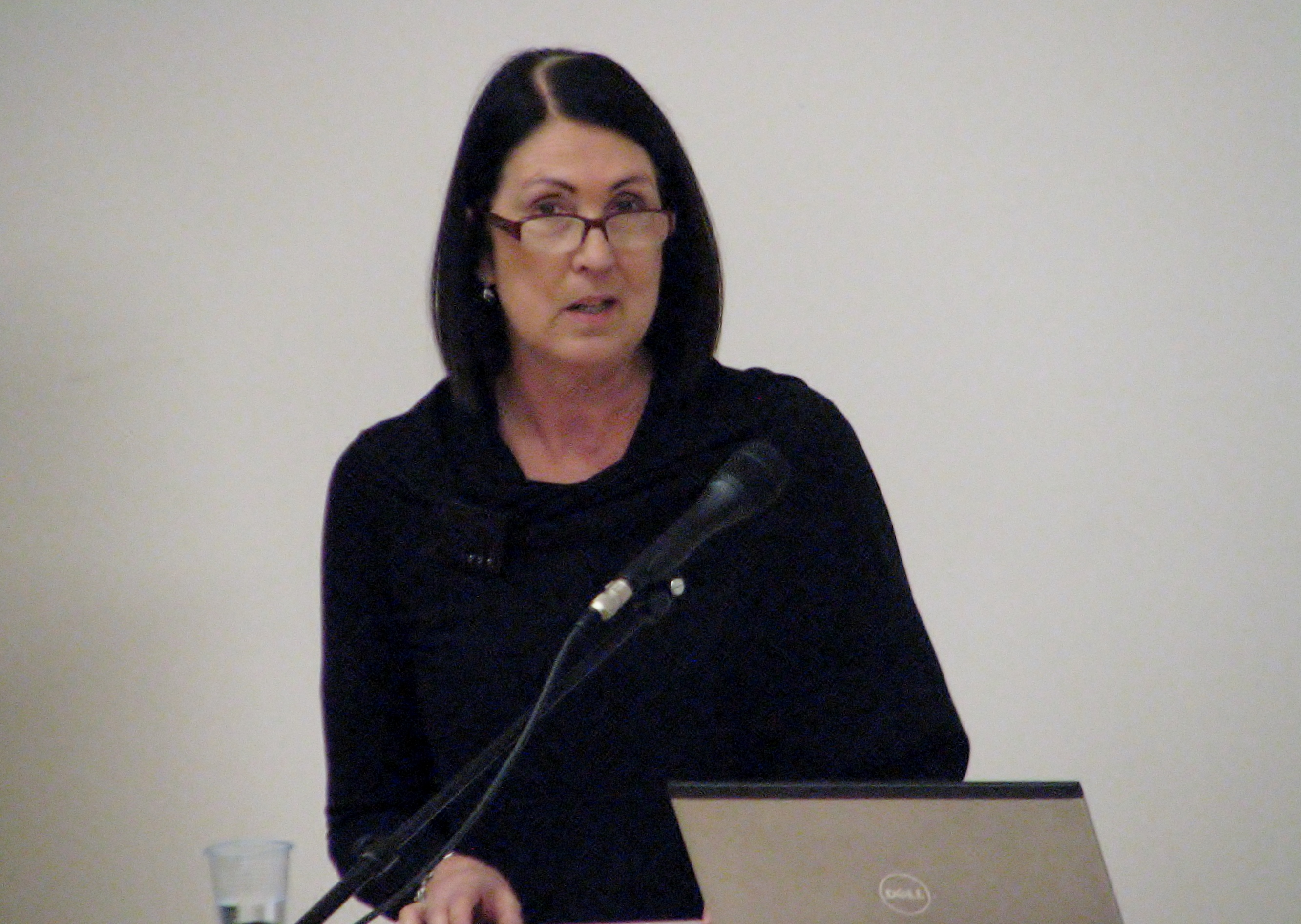
Krista Kodres

Krista Kodres (* 15. Oktober 1957 in Tallinn, Estnische Sozialistische Sowjetrepublik) ist eine estnische Kunsthistorikerin.

## Leben
Kodres arbeitete seit 1993 für die Estnische Kunstakademie in Tallinn an der sie seit 2007 Professorin war. Seit 2007 ist sie im Historischen Institut der Universität Tallinn tätig. Sie ist mit dem Architekten Emil Urbel verheiratet.
Kodres ist durch ihre Werke zu kunsthistorischen Themen ihrer Heimat und des Ostseeraumes bekannt.

## Veröffentlichungen
- 1999: als Herausgeberin: Sten Karling and Baltic Art History/Sten Karling und die Kunstgeschichte im Ostseeraum. de. und en. Eesti Kunstiakadeemia, Tallinn, ISBN 9985-50-242-6.
- 2003: als Herausgeberin: The Problem of Classical Ideal in the Art and Architecture of the Countries around the Baltic Sea/Das Problem des klassischen Ideals in der Kunst und Architektur der Länder des Ostseeraums, de. und en.. Eesti Kunstiakadeemia, Tallinn, ISBN 9985-50-353-8.
- 2005: als Herausgeberin: Eesti kunsti ajalugu/History of Estonian Art. Eesti Kunstiakadeemia, Tallinn, ISBN 9985-9600-0-9.
- 2008: Text zum Katalog: Just must: International Jewellery Art Exhibition, englisch/estnisch. Tallinn 2009, Arnoldsche Art Publ., Stuttgart, ISBN 978-3-89790-296-1.
- 2009–2012: mehrere Texte in: Die baltischen Lande im Zeitalter der Reformation und Kirchenreform, hg. von Matthias Asche, Werner Buchholz, Anton Schindling u. a., 4 Teile (Katholisches Leben und Konfessionalisierung im Zeitalter der Glaubensspaltung Bde. 69–72), Aschendorff-Verlag, Münster, ISBN 978-3-402-11088-1.
- ohne Jahr: als Mitherausgeberin: Tallinn im 20. Jahrhundert: Architekturführer. Tallinn, ISBN 9985-801-08-3.